# Rio Queimados
Rio Queimados är ett vattendrag i Brasilien.   Det ligger i delstaten Rio de Janeiro, i den sydöstra delen av landet, 900 km sydost om huvudstaden Brasília.
I omgivningarna runt Rio Queimados växer huvudsakligen savannskog. Runt Rio Queimados är det mycket tätbefolkat, med 4 842 invånare per kvadratkilometer.